# Beachvolleyboll vid olympiska sommarspelen
Beachvolleyboll har funnits vid de olympiska sommarspelen sedan 1992 som uppvisningssport och sedan 1996 som officiell sport. USA och Brasilien har varit de mest framgångsrika länderna, men även Tyskland (två gånger), Australien och Norge har vunnit guld.

## Historia

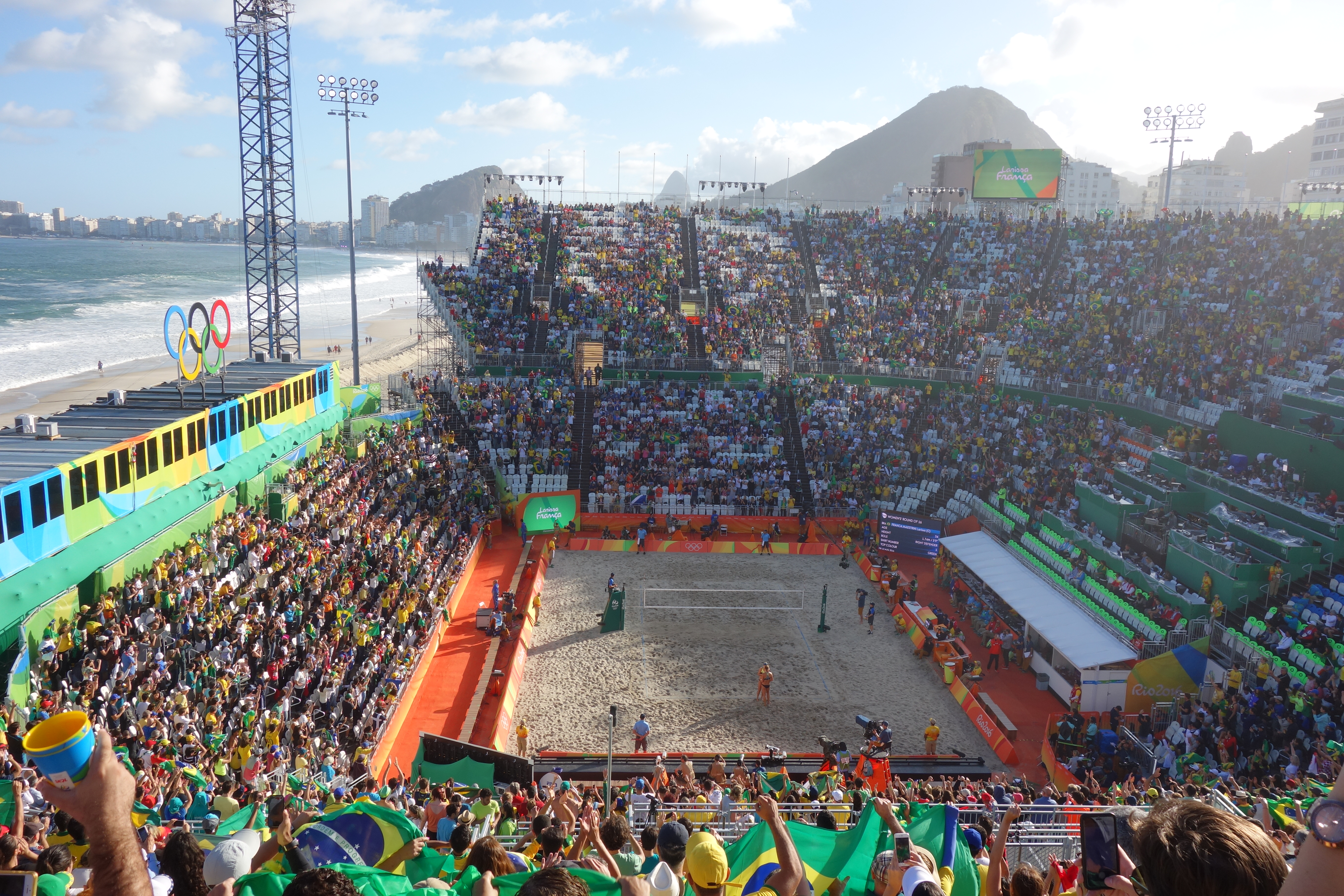
Beachvolleyturneringen vid OS 2016 spelades på Copacabana. Det har varierat från turnering till turnering om den hållits på en existerande strand eller på en anlagd bana.

Beachvolley deltog som uppvisningssport vid OS 1992. Karolyn Kirby och Nancy Reno vann turneringen på damsidan medan Sinjin Smith och Randy Stoklos vann herrturneringen.
När sporten för första gången var en officiell sport vid OS deltog 18 damlag och 24 herrlag. Lagen kvalificerade sig för turneringen genom deras resultat i FIVB:s turneringar under de 18 månader som föregick turneringen. Max två lag per land och tävlingsklass (dam/herr) var tillåtna. Värdlandet var berättigat till (minst) ett lag och FIVB kunde även ge wild card till ett lag. 
Vid den första officiella turneringen 1996 tillämpades dubbel eliminering (tävling i cupformat där deltagarna åker ut efter totalt två förluster) fram till att bara fyra lag fanns kvar (två från vinnarsidan och två från förlorarsidan). Vid OS 2000 ökades antal damlag till 24 och sedan dess tävlar 24 lag i bägge klasserna. Under samma OS så skedde en övergång till cupformat med direkt eliminering vid förlust, förutom från första rundan. Förlorarna i första rundan mötte en att annat förlorande lag och de fyra främsta förlorarna spelade åttondelsfinal tillsammans med vinnarna från första rundan. OS 2004 inledes med gruppspel där lagen delades in i sex grupper om fyra lag. De två bästa lagen i varje grupp samt de fyra främsta fyrorna gick vidare till åttonsdelsfinal. Till OS 2008 skedde en förändring för grupptreorna: de två bästa gick direkt till åttondelsfinal, medan övriga grupptreor mötte en annan grupptrea om en plats i åttondelsfinalen. Sedan 2008 har tävlingsupplägget varit oförändrat.
Vid de första OS:en spelades enbart ett set först till 15 poäng (ett övertag på två poäng krävdes för seger, dock som mest 17 poäng). Poäng gavs enbart vid egen serve. Sedan OS 2004 så spelas matcherna i bäst av tre set där de bägge första är till 21 poäng och ett eventuellt tredje set är till 15 poäng. Poäng ges oavsett vilket lag som servar. Det krävs minst två poängs övertag för att vinna ett set och finns ingen poängbegränsning för hur länge lagen spelar för att uppnå det övertaget.

## Damer[3]
| 1996 Mer information | Atlanta        | Sandra Pires och Jackie Silva                | 2–0 | Mônica Rodrigues och Adriana Samuel          | Natalie Cook och Kerri Pottharst     | 2–0 | Barbra Fontana och Linda Hanley              | 18 |
| 2000 Mer information | Sydney         | Natalie Cook och Kerri Pottharst             | 2–0 | Shelda Bede och Adriana Behar                | Sandra Pires och Adriana Samuel      | 2–0 | Yukiko Takahashi och Mika Teru Saiki         | 24 |
| 2004 Mer information | Aten           | Misty May och Kerri Walsh Jennings           | 2–0 | Shelda Bede och Adriana Behar                | Holly McPeak och Elaine Youngs       | 2–1 | Natalie Cook och Nicole Sanderson            | 24 |
| 2008 Mer information | Beijing        | Misty May-Treanor och Kerri Walsh Jennings   | 2–0 | Tian Jia och Wang Jie                        | Xue Chen och Zhang Xi                | 2–0 | Talita Antunes och Renata Ribeiro            | 24 |
| 2012 Mer information | London         | Misty May-Treanor och Kerri Walsh Jennings   | 2–0 | Jennifer Kessy och April Ross                | Larissa França och Juliana Silva     | 2–1 | Xue Chen och Zhang Xi                        | 24 |
| 2016 Mer information | Rio de Janeiro | Laura Ludwig och Kira Walkenhorst            | 2–0 | Ágatha Bednarczuk och Bárbara Seixas         | April Ross och Kerri Walsh Jennings  | 2–1 | Talita Antunes och Larissa França            | 24 |
| 2020 Mer information | Tokyo          | Alix Klineman och April Ross                 | 2–0 | Mariafe Artacho del Solar och Taliqua Clancy | Joana Heidrich och Anouk Vergé-Dépré | 2–0 | Tīna Graudiņa och Anastasija Kravčenoka      | 24 |
| 2024 Mer information | Paris          | Ana Patrícia Ramos och Eduarda Santos Lisboa | 2–1 | Melissa och Brandie                          | Tanja Hüberli – Betschart            | 2–0 | Mariafe Artacho del Solar och Taliqua Clancy | 24 |

## Herrar[4]
| 1996 Mer information | Atlanta        | Karch Kiraly och Kent Steffes          | 2–0 | Mike Dodd och Mike Whitmarsh                 | John Child och Mark Heese             | 2–0 | João Brenha och Miguel Maia                   | 24 |
| 2000 Mer information | Sydney         | Dain Blanton och Eric Fonoimoana       | 2–0 | Zé Marco de Melo och Ricardo Santos          | Jörg Ahmann och Axel Hager            | 2–0 | João Brenha och Miguel Maia                   | 24 |
| 2004 Mer information | Aten           | Emanuel Rego och Ricardo Santos        | 2–0 | Javier Bosma och Pablo Herrera               | Patrick Heuscher och Stefan Kobel     | 2–1 | Julien Prosser och Mark Williams              | 24 |
| 2008 Mer information | Beijing        | Phil Dalhausser och Todd Rogers        | 2–1 | Márcio Araújo and Fábio Luiz Magalhães       | Emanuel Rego och Ricardo Santos       | 2–0 | Renato "Geor" Gomes och Jorge "Gia" Terceiro  | 24 |
| 2012 Mer information | London         | Julius Brink och Jonas Reckermann      | 2–1 | Alison Cerutti och Emanuel Rego              | Mārtiņš Pļaviņš och Jānis Šmēdiņš     | 2–1 | Reinder Nummerdor och Richard Schuil          | 24 |
| 2016 Mer information | Rio de Janeiro | Alison Cerutti and Bruno Oscar Schmidt | 2–0 | Daniele Lupo och Paolo Nicolai               | Alexander Brouwer och Robert Meeuwsen | 2–0 | Viacheslav Krasilnikov och Konstantin Semenov | 24 |
| 2020 Mer information | Tokyo          | Anders Mol och Christian Sørum         | 2–0 | Viacheslav Krasilnikov och Oleg Stoyanovskiy | Ahmed Tijan och Cherif Younousse      | 2–0 | Mārtiņš Pļaviņš och Edgars Točs               | 24 |
| 2024 Mer information | Paris          | David Åhman och Jonatan Hellvig        | 2–0 | Nils Ehlers och Clemens Wickler              | Anders Mol och Christian Sørum        | 2–0 | Cherif Younousse och Ahmed Tijan              | 24 |